# Gleichwertiger Wasserstand
Der Gleichwertige Wasserstand (GlW) ist ein statistisch ermittelter Bezugswasserstand, von dem aus die Wasserstraßen- und Schifffahrtsverwaltung des Bundes für einen als Bundeswasserstraße dienenden frei fließenden Fluss die vorhandenen oder angestrebten Wassertiefen bestimmen kann. So wird für einen Flusspegel der GlW als derjenige Pegelstand definiert, bei dem die Solltiefe der Fahrrinne noch garantiert ist. Anhand der Solltiefe und der Differenz zwischen GlW und aktuellem Pegelstand berechnet die Schifffahrt die Abladetiefe und damit die mögliche Zuladung für eine Fahrt. Der GlW gibt den Wasserstand wieder, der bei einem gleichwertigen niedrigen Abfluss an den einzelnen Flusspegeln auftritt. Dieser Gleichwertige Abfluss (GlQ) ergibt sich aus der Durchfluss-Unterschreitungsdauer von 20 eisfreien Tagen für eine definierte Jahresreihe. Seit 1932 wird dieser Wert alle 10 Jahre neu bestimmt.
Da die Abflussverhältnisse und die Flussbettsohle veränderlich sind, muss der GlW-Wert in regelmäßigen Abständen überprüft und ggf. angepasst werden. Er hat Bedeutung für die Wasserbauverwaltung hinsichtlich der Definition und Herstellung des Unterhaltungs- bzw. Ausbauziels. Für die Elbe ist der GlW 2010 aktuell, für die Rheinschifffahrt der GlW 2022. Auf der Weser datieren die neuesten GlW von 2004.